# Nevus epidérmico

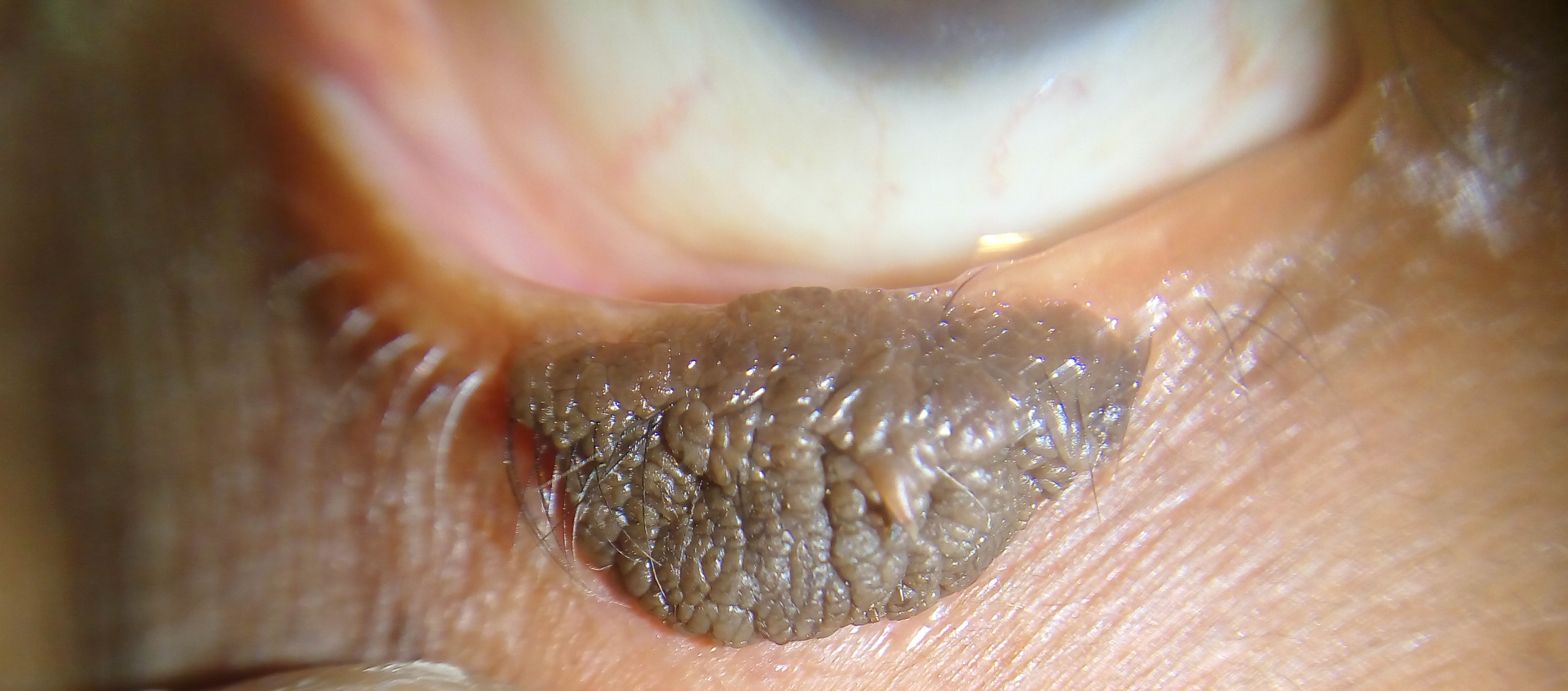
Nevus epidérmico

El nevus epidérmico es una anomalía en el desarrollo de la epidermis, la capa más superficial de la piel. Se manifiesta como una lesión verrugosa de la piel, única o múltiple, de entre 1 y 4 centímetros, que en el 60 % de los casos está presente en el momento del nacimiento y tiende a crecer lentamente durante la infancia hasta alcanzar su máximo tamaño en la adolescencia. Se presenta en una persona de cada 1000 y se desconoce la causa que lo provoca, aunque se cree que los factores genéticos juegan un importante papel su aparición, en algunas ocasiones existen antecedentes familiares, también se ha observado que puede asociarse a distintas alteraciones de la piel u otros órganos, si bien en la mayor parte de los casos es la única anomalía que presenta el paciente.

## Descripción
Puede situarse en cualquier punto de la cabeza el tronco o los extremidades y por lo general no produce ningún tipo de sintomatología. Se manifiesta como una lesión verrugosa de color oscuro, marrón o grisáceo, que puede formar placas bien delimitadas con la piel normal que la rodea, tiene tendencia a seguir una distribución lineal, siguiendo las líneas de Blaschko.